# 이치노미야정 (구마모토현)
이치노미야정(일본어: 一の宮町)은 일본 구마모토현 아소군에 있던 정이다. 2005년 2월 11일, 아소군 아소정, 나미노촌과 신설합병, 시로 승격해 아소시가 되었기 때문에 소멸하였다.

## 역사
- 1889년 4월 1일 - 정촌제 시행에 수반해 아소군 미야지촌, 고조촌, 나카도리촌, 사카나시촌이 성립하였다.
- 1901년 1월 1일 - 정으로 승격해 미야지정이 되었다.
- 1954년 4월 1일 - 미야지정, 고조촌, 나카도리촌, 사카나시촌이 합병해 이치노미야정이 성립하였다.
- 2005년 2월 11일 - 아소정, 나미노촌과 합병해 아소시가 되었다.

## 교통

### 철도
- 규슈 여객철도 호히 본선

### 도로
- 국도 57호선

## 참고 문헌
- 角川日本地名大辞典編纂委員会, 『角川日本地名大辞典 43 熊本県』1987, 角川書店